# Valailles
Valailles est une commune française située dans le département de l'Eure, en région Normandie.

## Géographie

### Localisation
La commune de Valailles se situe dans l'Ouest du département de l'Eure en région Normandie à quelques kilomètres au nord de Bernay. Elle appartient à la région naturelle du Lieuvin. Son territoire est composé de parcelles majoritairement consacrées à la culture et comporte peu d'éléments végétaux à l'exception de quelques résidus bocagers. Toutefois, le paysage est totalement fermé au nord et au nord-ouest par les bois de Plasnes. À vol d'oiseau, la commune est à 3,5 km au nord de Bernay, à 27,5 km à l'est de Lisieux, à 41,5 km au nord-ouest d'Évreux et à 50 km au sud-ouest de Rouen.
|            | Plasnes   |                      |
| Courbépine | Valailles | Saint-Léger-de-Rôtes |
|            | Menneval  |                      |

### Hydrographie
La commune est située dans le bassin Seine-Normandie. Elle n'est drainée par aucun cours d'eau,.

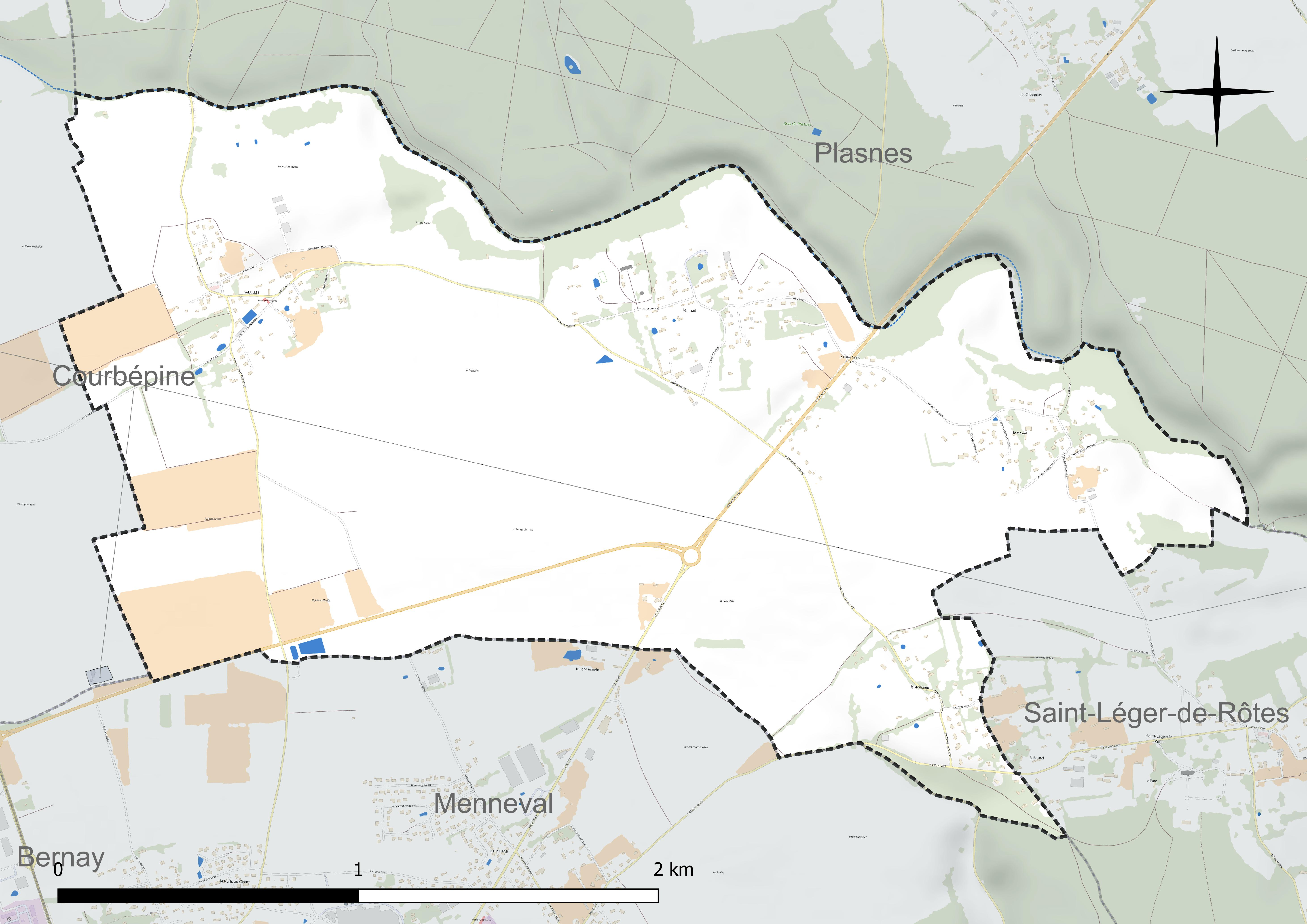
Réseau hydrographique de Valailles.

### Climat
Pour des articles plus généraux, voir Climat de la Normandie et Climat de l'Eure.
En 2010, le climat de la commune est de type climat océanique dégradé des plaines du Centre et du Nord, selon une étude du CNRS s'appuyant sur une série de données couvrant la période 1971-2000. En 2020, Météo-France publie une typologie des climats de la France métropolitaine dans laquelle la commune est exposée à un climat océanique et est dans la région climatique  Côtes de la Manche orientale, caractérisée par un faible ensoleillement (1 550 h/an) ; forte humidité de l’air (plus de 20 h/jour avec humidité relative > 80 % en hiver), vents forts fréquents. Parallèlement le GIEC normand, un groupe régional d’experts sur le climat, différencie quant à lui, dans une étude de 2020, trois grands types de climats pour la région Normandie, nuancés à une échelle plus fine par les facteurs géographiques locaux. La commune est, selon ce zonage, exposée à un « climat contrasté des collines », correspondant au Pays d’Auge, Lieuvin et Roumois, moins directement soumis aux flux océaniques et connaissant toutefois des précipitations assez marquées en raison des reliefs collinaires qui favorisent leur formation.
Pour la période 1971-2000, la température annuelle moyenne est de 10 °C, avec  une amplitude thermique annuelle de 13,4 °C. Le cumul annuel moyen de précipitations est de 793 mm, avec 12,5 jours de précipitations en janvier et 8,7 jours en juillet. Pour la période 1991-2020, la température moyenne annuelle observée sur la station météorologique la plus proche, située sur la commune de Bernay à 4 km à vol d'oiseau, est de 10,9 °C et le cumul annuel moyen de précipitations est de 666,9 mm,. Pour l'avenir, les paramètres climatiques de la commune estimés pour 2050 selon différents scénarios d’émission de gaz à effet de serre sont consultables sur un site dédié publié par Météo-France en novembre 2022.

## Urbanisme

### Typologie
Au 1er janvier 2024, Valailles est catégorisée commune rurale à habitat dispersé, selon la nouvelle grille communale de densité à 7 niveaux définie par l'Insee en 2022.
Elle est située hors unité urbaine. Par ailleurs la commune fait partie de l'aire d'attraction de Bernay, dont elle est une commune de la couronne,. Cette aire, qui regroupe 36 communes, est catégorisée dans les aires de moins de 50 000 habitants,.

### Occupation des sols

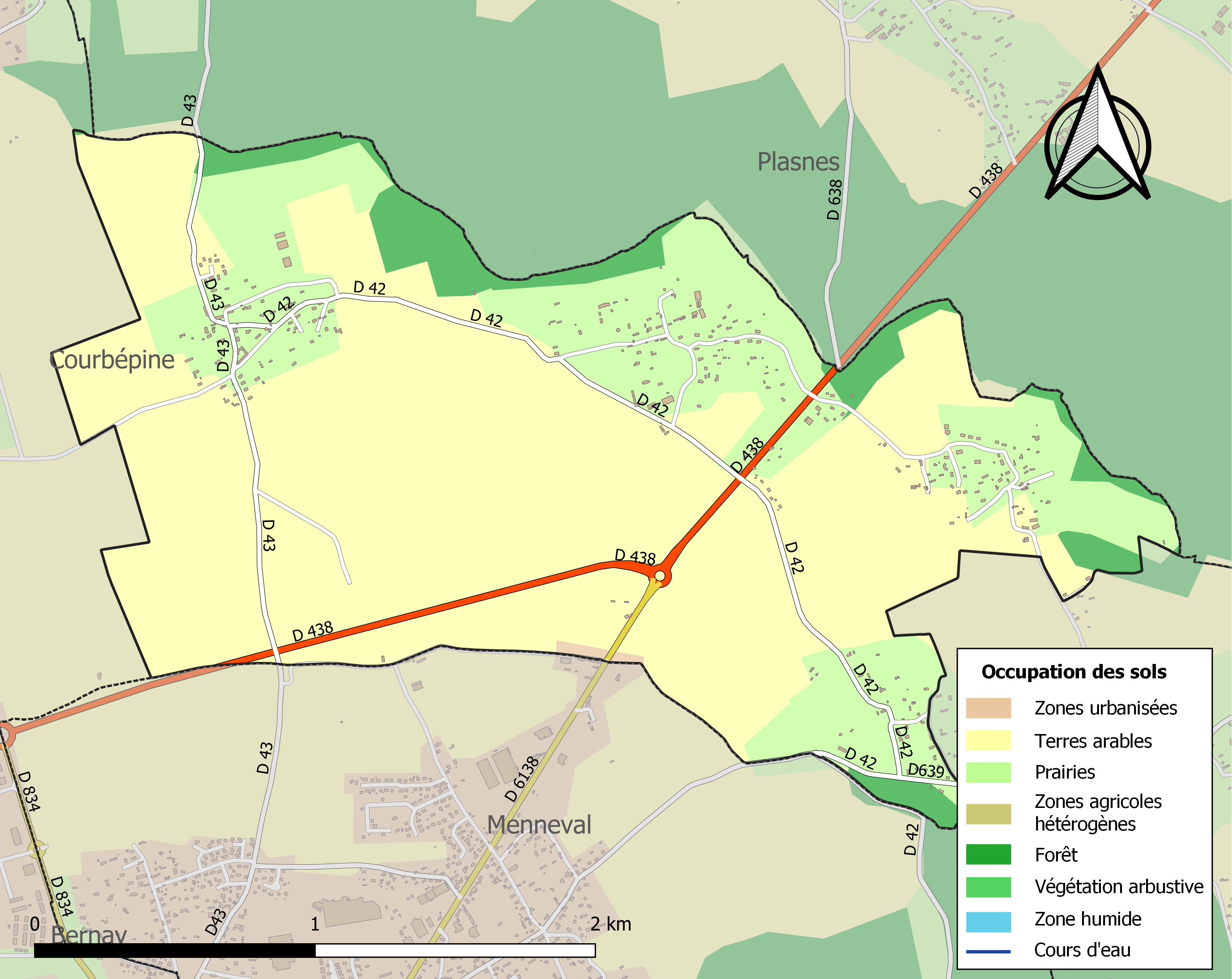
Carte des infrastructures et de l'occupation des sols de la commune en 2018 (CLC).

L'occupation des sols de la commune, telle qu'elle ressort de la base de données européenne d’occupation biophysique des sols Corine Land Cover (CLC), est marquée par l'importance des territoires agricoles (93 % en 2018), une proportion identique à celle de 1990 (93 %). La répartition détaillée en 2018 est la suivante : 
terres arables (66,3 %), prairies (26,7 %), forêts (6,7 %), zones industrielles ou commerciales et réseaux de communication (0,3 %).
L'IGN met par ailleurs à disposition un outil en ligne permettant de comparer l’évolution dans le temps de l’occupation des sols de la commune (ou de territoires à des échelles différentes). Plusieurs époques sont accessibles sous forme de cartes ou photos aériennes : la carte de Cassini (XVIIIe siècle), la carte d'état-major (1820-1866) et la période actuelle (1950 à aujourd'hui).

## Toponymie
Le nom de la localité est attesté sous les formes Valliliœ (charte de Richard II) et Vallilias en 1025, Valleliæ en 1160 (charte de Henri II), Vailleilles en 1464, Valages en 1655 (Lettres patentes de Louis XIV), Vallages en 1684 (arrêt du conseil privé), Vallailes en 1793, Valailles en 1801.
Du pluriel du latin vallicula « petite vallée » (petites étendues d'une plaine alluviale), Valailles domine un ravin sec.

## Histoire
L'histoire de Valailles est liée à celle de l'abbaye Notre-Dame de Bernay, fondée par le duc Richard : en effet, la duchesse Judith reçoit lors de la fondation de l'établissement bénédictin l'église Saint-Pierre en donation, avec le fief de la paroisse.
En 1785, le patronage de Saint-Pierre fut réuni au fief du seigneur du Theil, André Barrey. 

## Politique et administration
| Période                                  | Période  | Identité            | Étiquette | Qualité                    |
| ---------------------------------------- | -------- | ------------------- | --------- | -------------------------- |
| 1965                                     | 1971     | Raymond Maheu       |           |                            |
| avant 1973                               | 1983     | Vincent Guermonprez |           |                            |
| mars 2001                                | En cours | Yves Duval          | DVD       | Retraité Fonction publique |
| Les données manquantes sont à compléter. |          |                     |           |                            |

## Démographie
| 1793 | 1800 | 1806 | 1821 | 1831 | 1836 | 1841 | 1846 | 1851 |
| ---- | ---- | ---- | ---- | ---- | ---- | ---- | ---- | ---- |
| 408  | 297  | 569  | 406  | 433  | 422  | 418  | 425  | 364  |

| 1856 | 1861 | 1866 | 1872 | 1876 | 1881 | 1886 | 1891 | 1896 |
| ---- | ---- | ---- | ---- | ---- | ---- | ---- | ---- | ---- |
| 363  | 317  | 316  | 306  | 294  | 255  | 244  | 244  | 246  |

| 1901 | 1906 | 1911 | 1921 | 1926 | 1931 | 1936 | 1946 | 1954 |
| ---- | ---- | ---- | ---- | ---- | ---- | ---- | ---- | ---- |
| 237  | 207  | 161  | 161  | 162  | 204  | 185  | 206  | 183  |

| 1962 | 1968 | 1975 | 1982 | 1990 | 1999 | 2006 | 2011 | 2016 |
| ---- | ---- | ---- | ---- | ---- | ---- | ---- | ---- | ---- |
| 176  | 163  | 180  | 273  | 303  | 321  | 366  | 384  | 388  |

| 2021 | 2022 | - | - | - | - | - | - | - |
| ---- | ---- | - | - | - | - | - | - | - |
| 401  | 409  | - | - | - | - | - | - | - |

## Culture locale et patrimoine

### Lieux et monuments
La commune de Valailles compte plusieurs édifices inscrits à l'inventaire général du patrimoine culturel :
- l'église Saint-Pierre (XIe, XVIIe et XVIIIe siècles)[29]. La charpente du  clocher s'est effondrée sur celle de la nef le 25 juin 2025, victime d'une tempête[30] ;
- le château du Theil (XVIIe et XVIIIe siècles)[31] ; colombier notable ;
- une maison probablement du XVIIe siècle au lieu-dit le Theil[32] ;
- trois fermes : une du XVIIe siècle[33] et deux autres du XVIIIe siècle[34],[35].

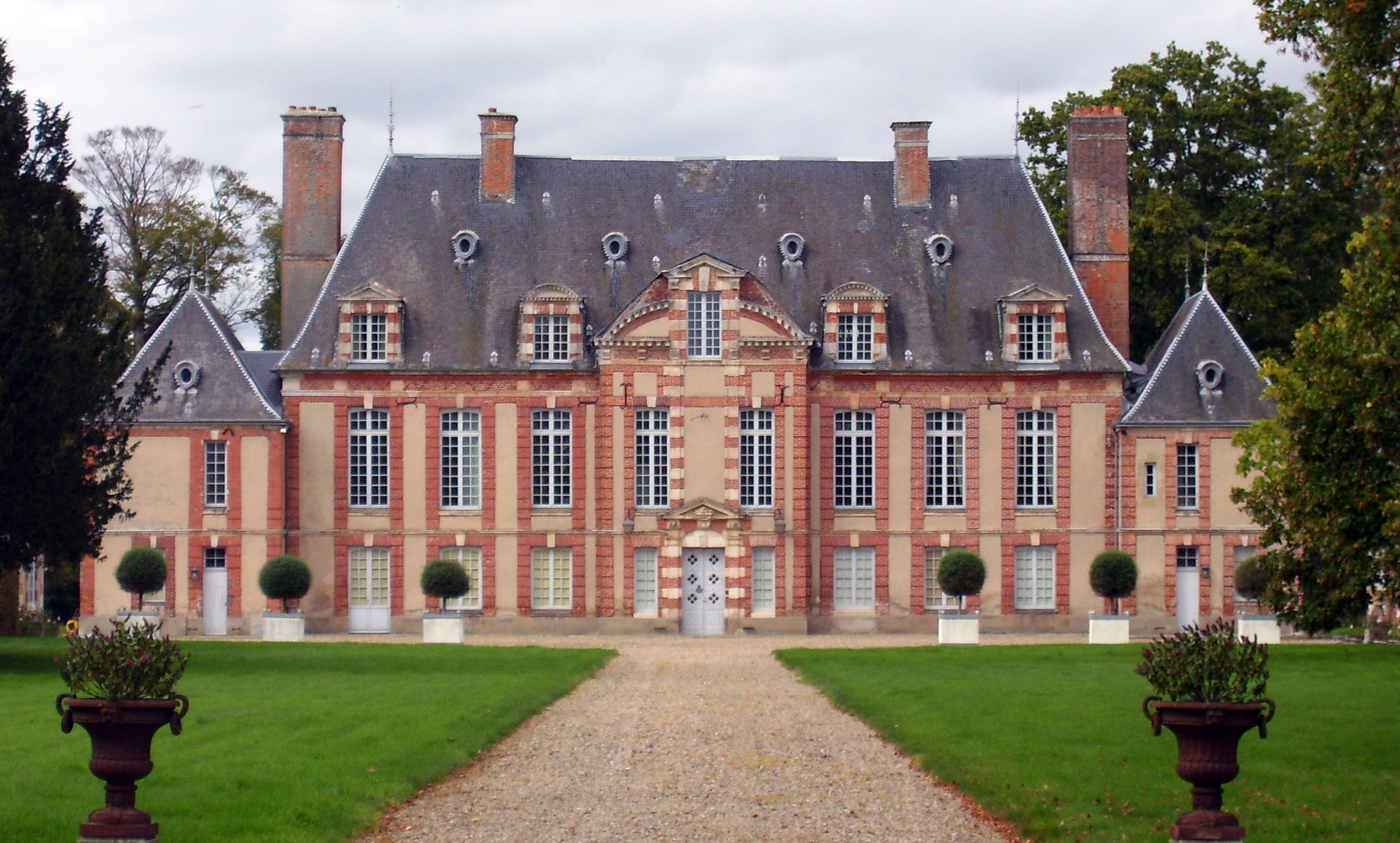
Château du Theil.
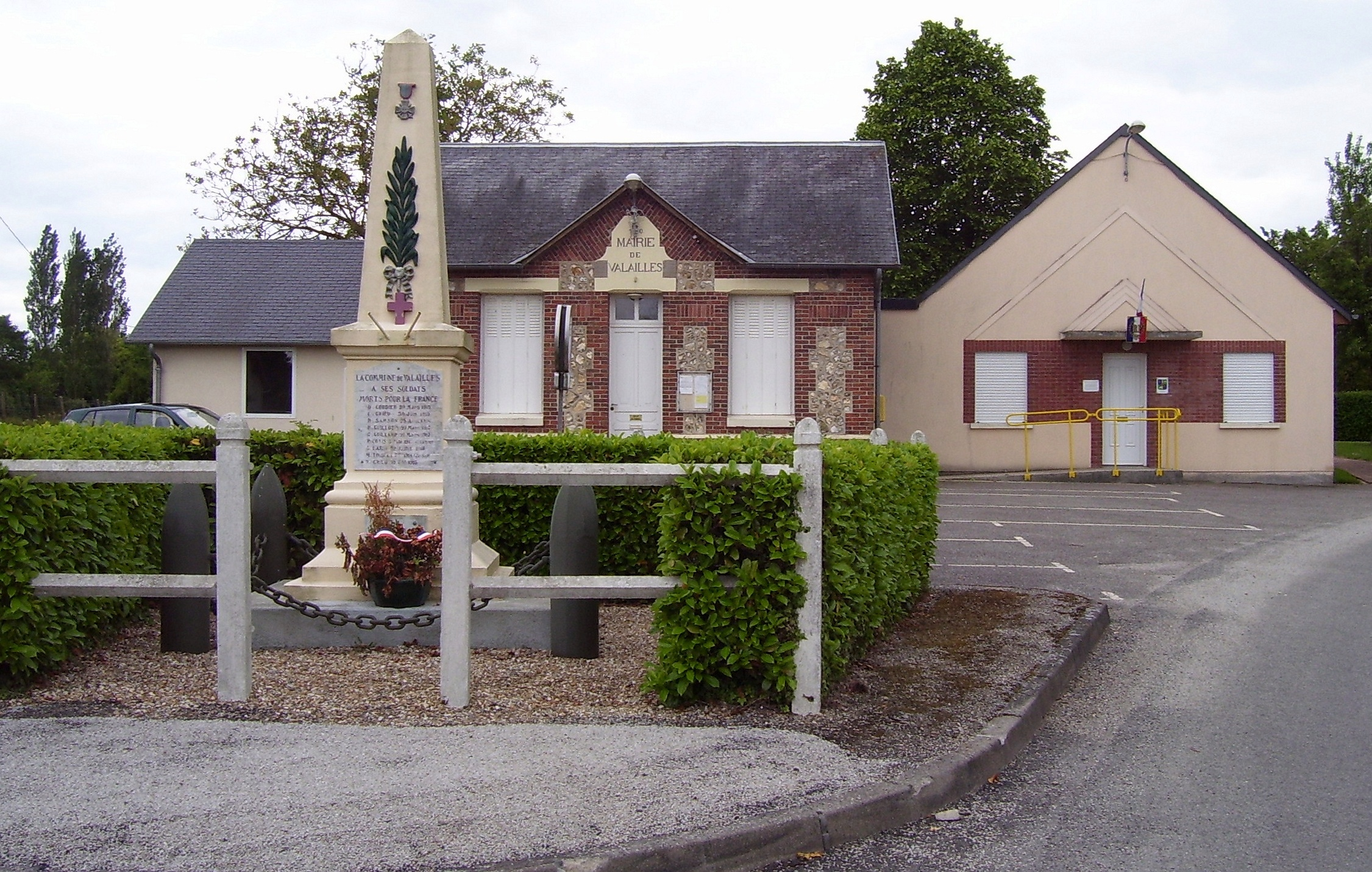
Mairie et monument aux morts.
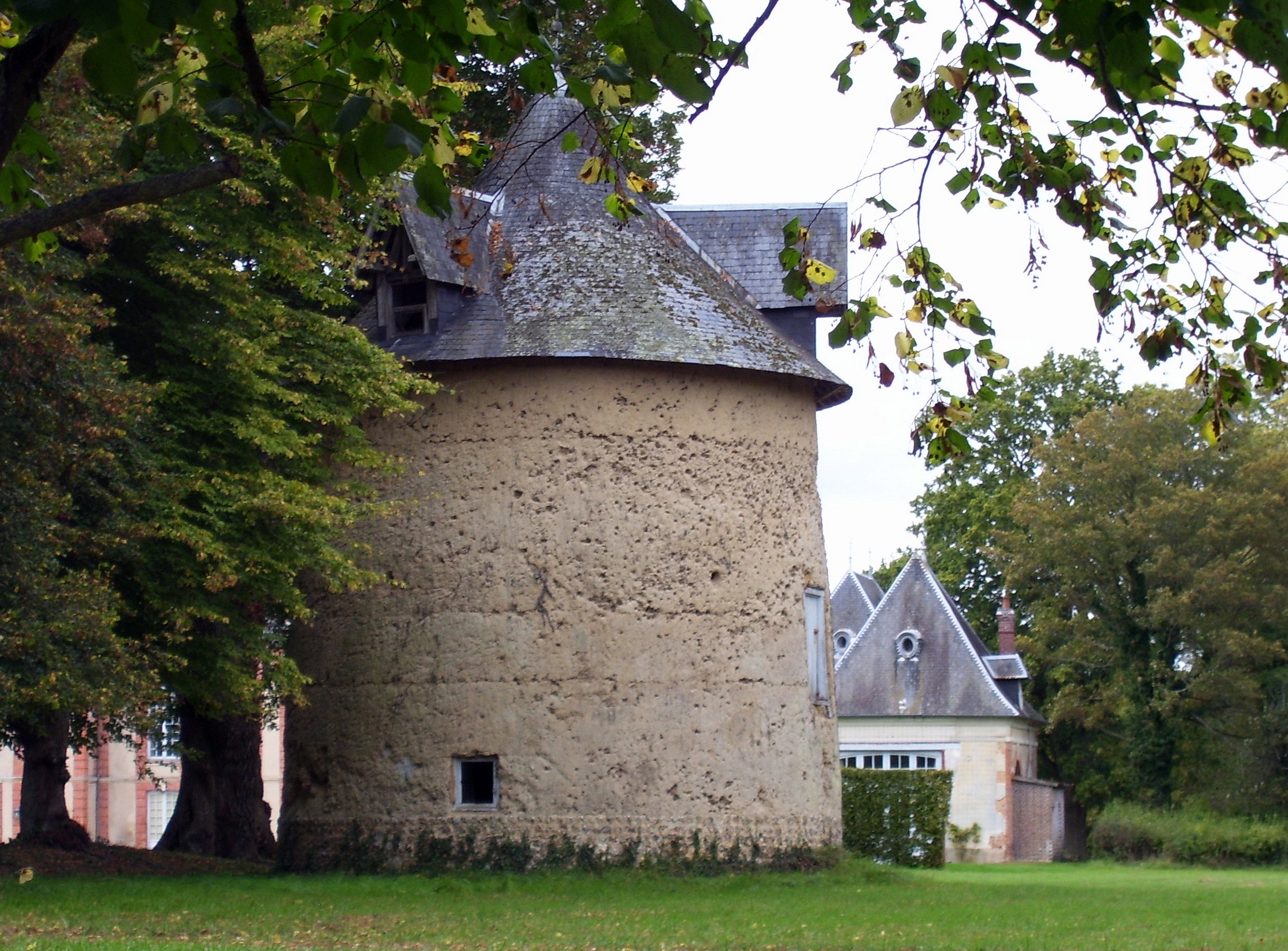
Le colombier du château.
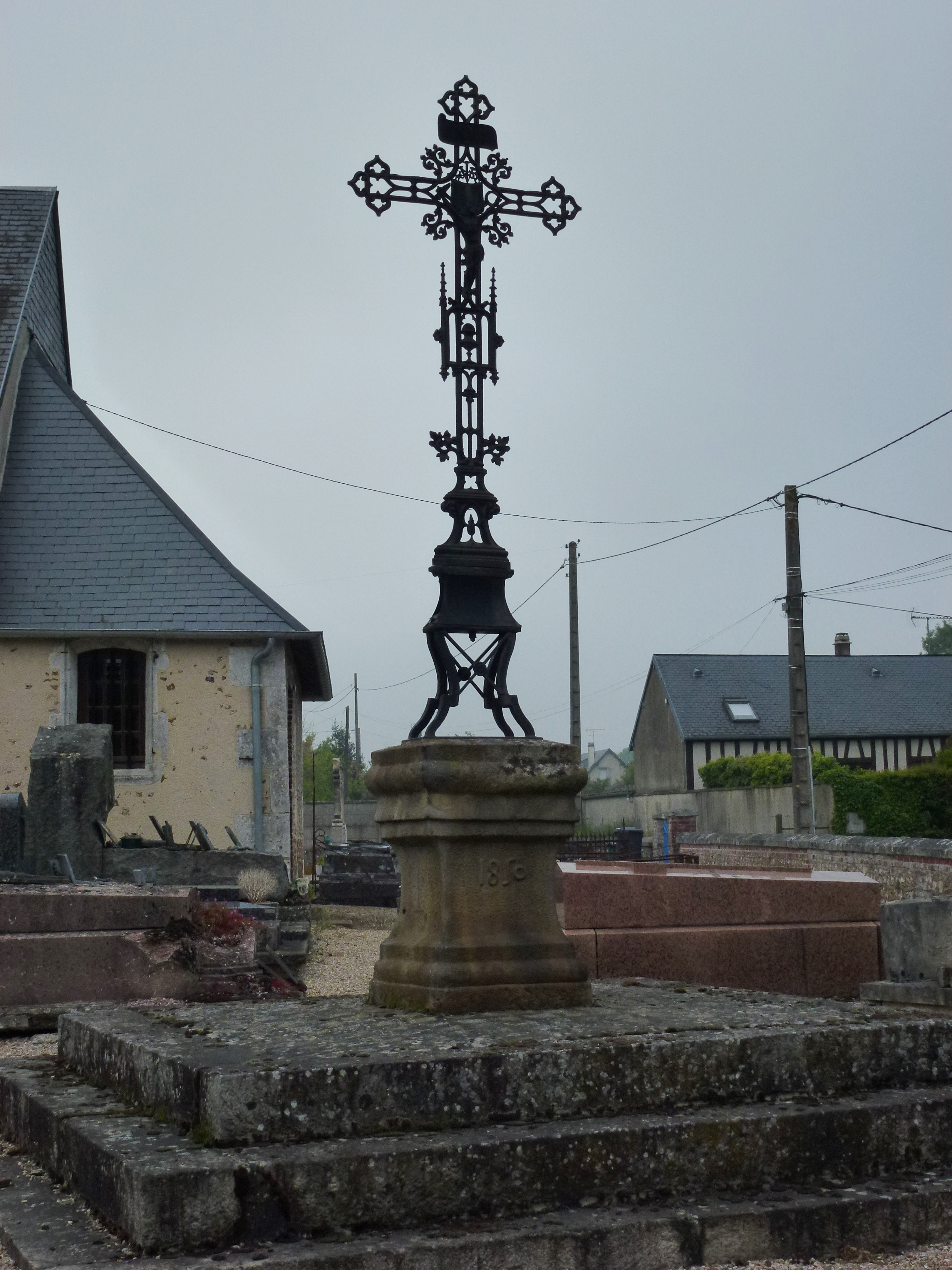
Croix de cimetière.
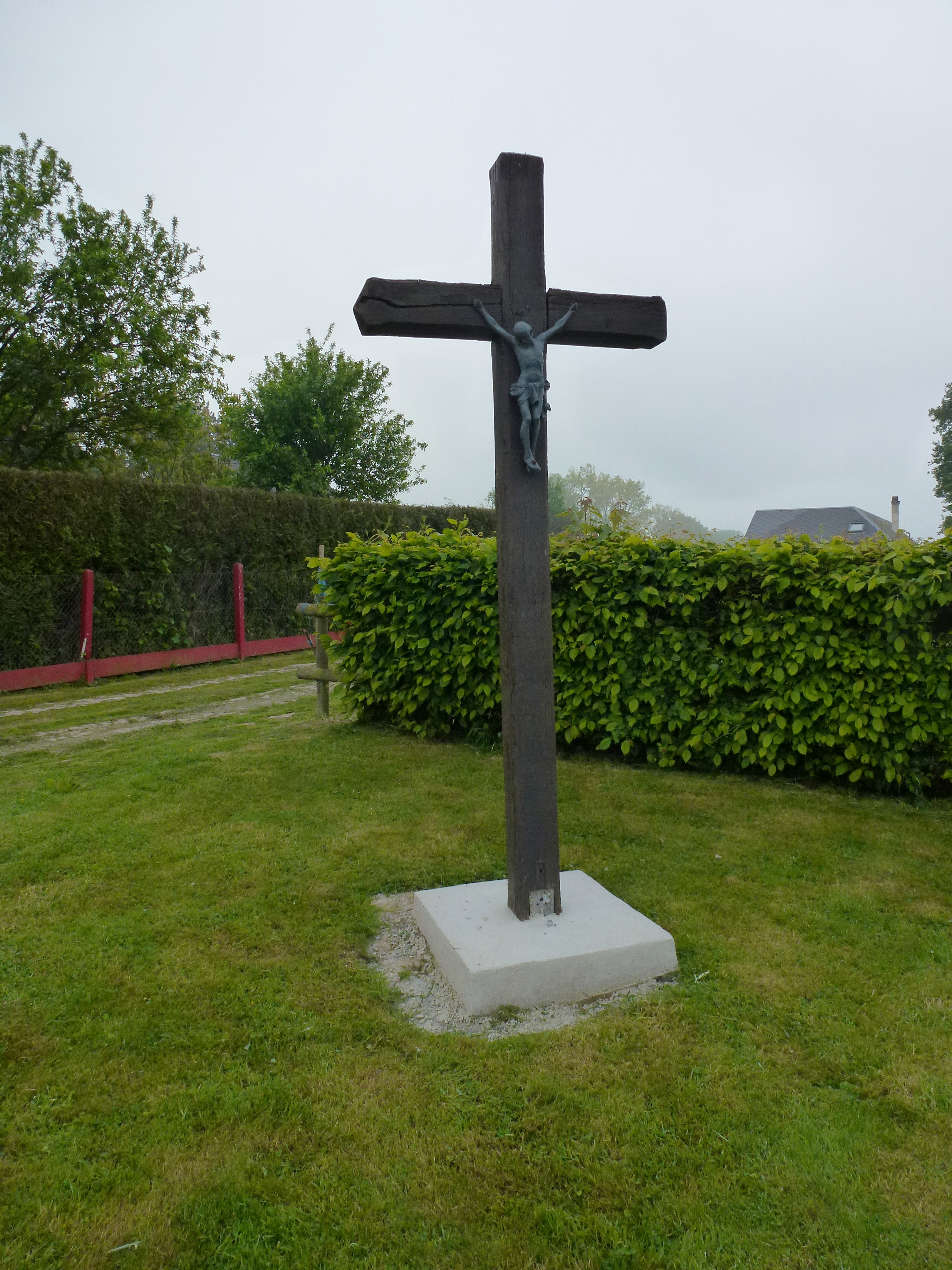
Croix de chemin.

#### Site classé
- L'if situé dans le cimetière communal,  Site classé (1929)[36].

### Personnalités liées à la commune
- Marcel Grateau (1852-1936), coiffeur et inventeur réputé aux États-Unis, est mort au château du Theil[37].

### Héraldique
|  | Les armoiries de Valailles se blasonnent ainsi : Écartelé au 1) d'azur au tilleul arraché d'or, au 2) de sinople au bâtiment de ferme à colombage d'argent, ouvert et ajouré de sable, en demi-profil, au 3) de sinople à l'église du lieu constituée d'une nef à deux niveaux terminée par une chapelle axiale, à l'arbre brochant sur le portail et le clocher à senestre, le tout d'argent, au 4) d'azur au bouquet de sept épis de blé feuillé de deux pièces d'or ; à la vergette d'or brochant sur la partition ; sur le tout de gueules aux deux léopards d'or armés et lampassés d'azur passant l'un sur l'autre. Création Yves Duval, 2007. Les deux léopards d'or sur champ de gueules rappellent les armes de la Normandie. |